# Patrick O’Callaghan
Patrick O'Callaghan (15. září 1905 Derrygallon – 1. prosince 1991 (ve věku 86 let) Clonmel) byl irský atlet, dvojnásobný olympijský vítěz v hodu kladivem.
Věnoval se několika atletickým disciplínám, nejvíce úspěchů získal v hodu kladivem. Po ročním tréninku startoval na olympiádě v Amsterdamu a zvítězil (stal se tak prvním irským olympijským vítězem v historii). O čtyři roky později obhájil v Los Angeles olympijské vítězství v soutěži kladivářů. Svého nejlepšího osobního výkonu – 59,55 m, dosáhl v roce 1937.